# HD 222570
HD 222570，又名BD+48 4127，SAO 53276、HR 8981，是一颗恒星，视星等为6.26，位于銀經111.43，銀緯-11.79，其B1900.0坐标为赤經23h 36m 33.7s，赤緯+48° -11.79′ 30″。